# Rathenower Optische Werke

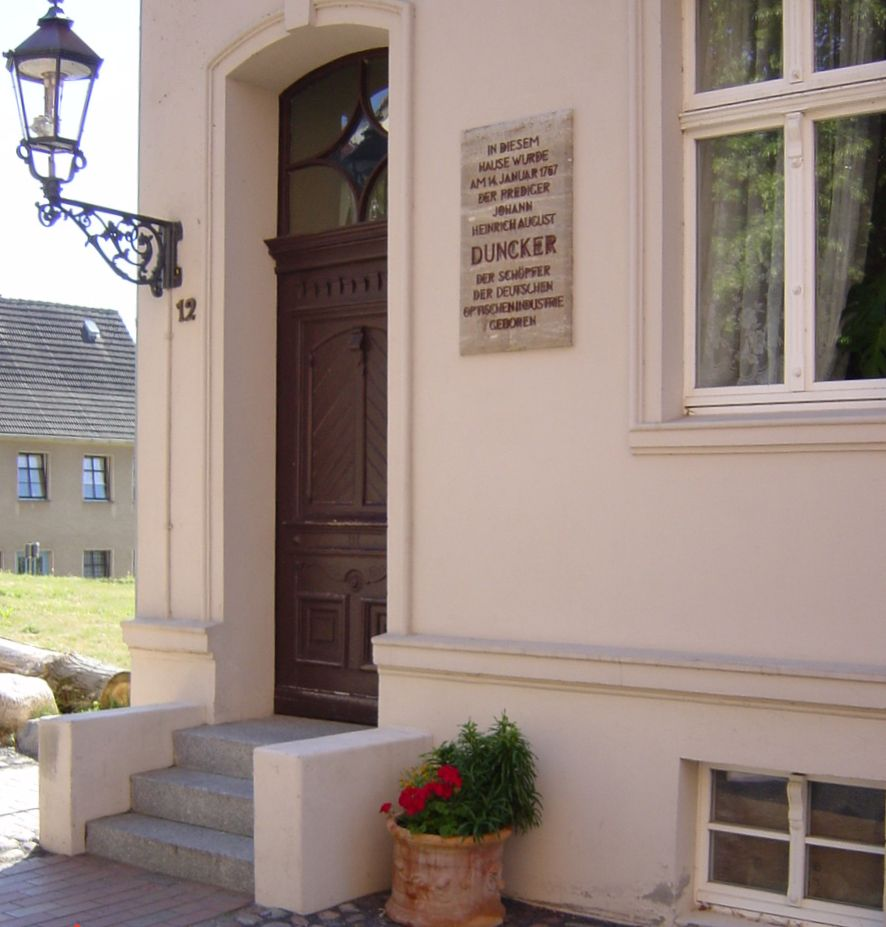
Erste Produktionsstätte der ROW in Dunckers Geburtshaus in Rathenow, Kirchplatz 12

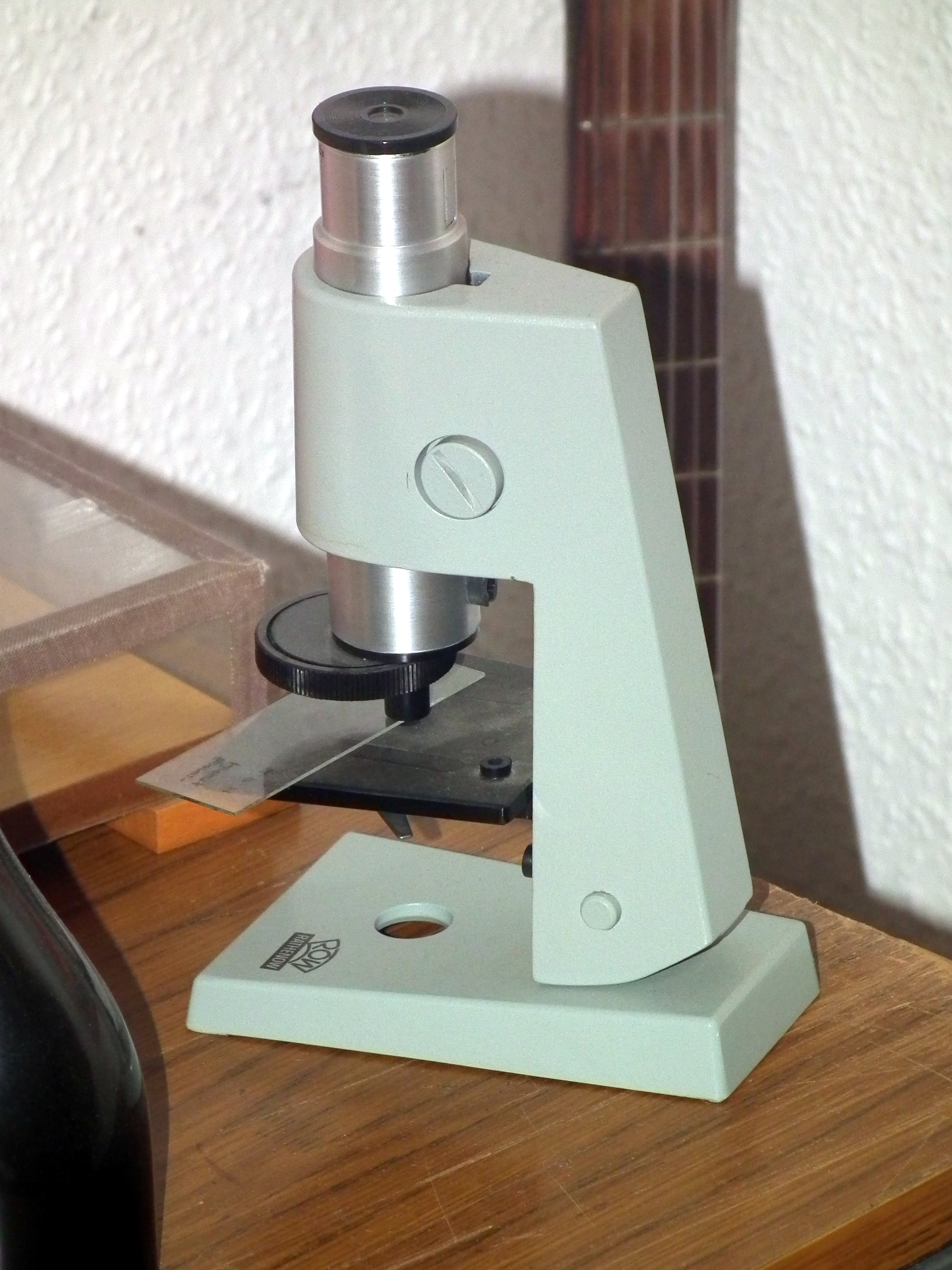
Schulmikroskop von ROW (Design Erich John)

Die Rathenower Optischen Werke (kurz ROW) gehörten zu den bedeutendsten Herstellern von Linsen und anderen optischen Instrumenten in der DDR. Das Unternehmen wurde 1801 als Königlich privilegierte optische Industrie-Anstalt vom Pfarrer Johann Heinrich August Duncker und von Samuel Christoph Wagener, dem Leiter der Industrieschule der Rathenower Garnison, gegründet.

## Geschichte

### Von der Gründung 1801 bis 1945
Duncker hatte seit 1790 Mikroskope hergestellt. Im Jahr der offiziellen Unternehmensgründung 1801 ließ er eine von ihm entwickelte Vielspindelschleifmaschine patentieren. Mit dieser Maschine konnten elf Linsen gleichzeitig geschliffen und dann poliert werden. Die Produktion von Linsen und damit ausgestatteten Fertigerzeugnissen erfolgte in einem Teil des Geburtshauses Dunckers, einem Pfarrhaus. Wichtige frühe Produkte waren neben Linsen für Mikroskope, Lupen und Brillen sowie astronomische Fernrohre und weiterhin Mikroskope. Als erste Arbeiter wurden invalide Soldaten und Waisenkinder eingesetzt. Während Duncker die technische Leitung innehatte, kümmerte sich Wagener um den Verkauf. Trotz wirtschaftlich schwieriger Zeiten wuchs die Produktion stetig an. Ab 1815 mussten gesonderte Produktionsräume angemietet werden.
Wagener verließ 1806 das Unternehmen, war jedoch als Mitinhaber des Patentes jahrelang auszubezahlen. Krankheitsbedingt musste Duncker die Leitung des Unternehmens 1819 abgeben. Die Industrie-Anstalt wurde 1824 Eigentum von Dunckers Sohn Eduard (* 12. März 1797; † 13. Juni 1878), der sie bis 1845 leitete. Der Schwerpunkt der damaligen Produktion lag auf Brillen, die nicht mehr über Hausierer, sondern über Handelsgeschäfte und Industriemessen verkauft wurden. 1834 kam es zu einem Umzug und damit bedeutsamen Erweiterungen der Produktionsstätten.
1845 übernahm Eduard Dunckers Neffe Emil Busch die Leitung des Unternehmens. 1848 wurde eine Arbeiterkrankenkasse gegründet. Ab 1850 entstanden in Rathenow weitere optische Betriebe. Diese Entwicklung animierte Busch zur Rationalisierung und zur Einführung neuer Produkte. Bis 1851 stieg die Zahl der Beschäftigten auf 130. Im Jahr 1852 kamen zusätzlich Fotoapparate und Objektive in das Produktionssortiment, u. a. 1865 das neu erfundene Weitwinkelobjektiv Pantoscop.

Aktie über 1000 RM der Emil Busch AG vom Juni 1942

1872 erfolgte die Umwandlung zur Emil Busch Aktiengesellschaft. Die Produkte wurden in alle Welt verkauft. Die Produktion von Feldstechern für das preußische, deutsche und ausländische Militär wurde bis zum Ersten Weltkrieg ein wichtiges Geschäftsfeld. Die Firmenbezeichnung lautete ab 1908 offiziell Emil Busch AG Optische Industrie. Der Erste Weltkrieg und die nachfolgende Weltwirtschaftskrise führten zu einer Verringerung der Zahl der Beschäftigten.
Die Zwischenkriegszeit war von einer stürmischen technologischen Entwicklung gekennzeichnet.
In Zusammenarbeit mit der „Emil Busch A. G. Optische Industrie“ entwickelte beispielsweise Nicola Perscheid ein spezielles Porträtobjektiv, Busch-(Nicola)-Perscheid-Objektiv genannt. Dieses ist als Aplanat aus zwei identischen und symmetrisch angeordneten Achromaten mit zwischen diesen mittig angeordneter Blende aufgebaut. Über die Blendeneinstellung kann beim Busch-Perscheid-Objektiv der Grad der Weichzeichnung kontrolliert werden. Es kam 1921 auf den Markt und wurde in den folgenden Jahren häufig für Porträtaufnahmen genutzt, obwohl nach Ende des Ersten Weltkrieges der pictorialistische Fotografiestil aus der Mode kam und an seine Stelle der Realismus in Form der Straight photography bzw. der Neuen Sachlichkeit trat.
Weiter stellte die Emil Busch AG 1927 ein Augenrefraktometer nach Thorner zur Messung von Fehlsichtigkeit vor. Im gleichen Jahr soll die Beziehung zwischen Busch und Carl Zeiss, die seit längerem über Kartellabsprachen verbunden waren, durch Kapitalverflechtung noch enger geworden sein. Busch bezog später die Linsen von Zeiss.
Während des Zweiten Weltkrieges war das Unternehmen vollständig für die Rüstungsindustrie tätig. Produziert wurden beispielsweise Entfernungsmesser für die Artillerie und Groß-Binokulare (10 × 80) für die Flugzeugerkennung. Produkte der Emil Busch AG tragen die Herstellercodes cxn und krq. Kriegsproduktion kam auch aus einem Zweigwerk in Budapest. Auch die Emil Busch A. G. beschäftigte in dieser Zeit Zwangsarbeiter. An das Unternehmen war ein Außenkommando des Frauen- und Jugendgefängnisses Berlin-Lichtenberg angegliedert. Ab 1943 wurde die Carl Zeiss-Stiftung Mehrheitsaktionär. Kurz vor Ende des Krieges wurden die Produktionsanlagen weitgehend zerstört.

### Enteignung 1945 und Gründung des VEB ROW

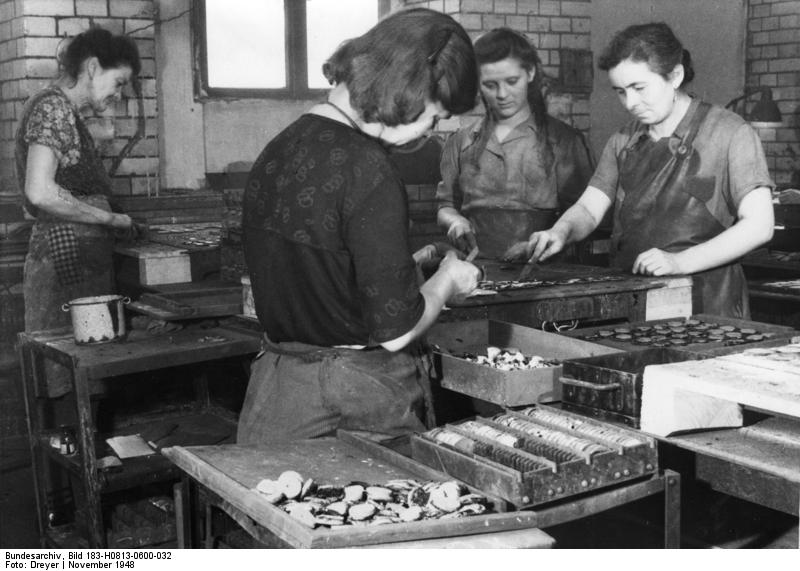
Brillenproduktion in Rathenow, 1948

Per Gesetz wurde die Emil Busch AG in Rathenow nach dem Ende des Zweiten Weltkrieges offiziell enteignet. Der zweitgrößte optische Betrieb in Rathenow, Nitsche & Günther, wurde im November 1945 ebenfalls enteignet. Im März 1946 entstanden aus Nitsche & Günther die Rathenower optischen Werke mbH. Am 1. Juli 1948 wurde die Rathenower Betriebsstätte der Emil Busch AG zum Betriebssitz des neu gegründeten Volkseigenen Betriebes Rathenower Optische Werke (VEB ROW), in dem die Rathenower optischen Werke mbH aufgingen. Am Ende des Jahres 1950 waren im VEB ROW bereits wieder 1856 Arbeiter beschäftigt.

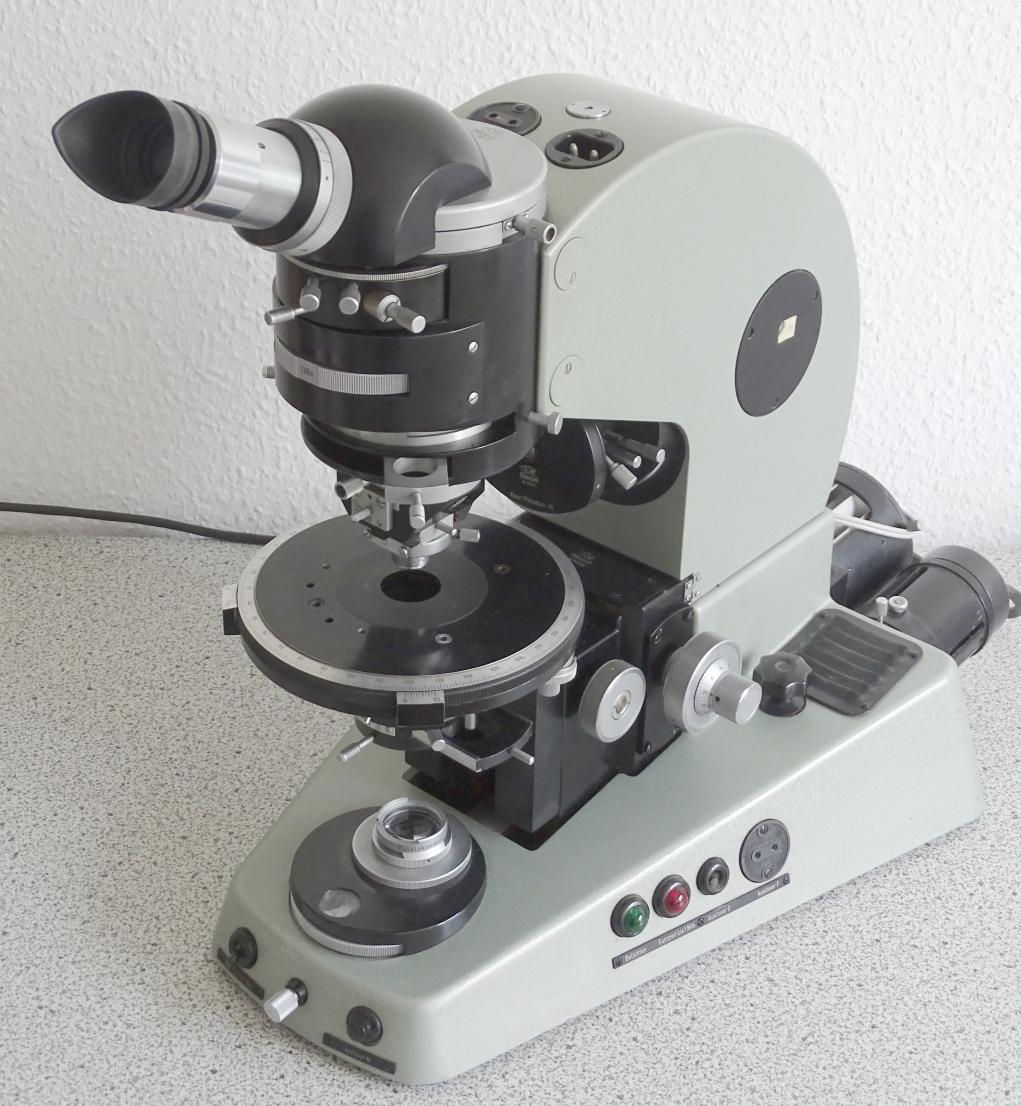
Großes Polarisations-Arbeitsmikroskop Poladun VI. der Rathenower Optische Werke (ROW), hier im Durchlichtaufbau. Produziert zwischen 1961 und 1965 (dieses Exemplar ausgeliefert im November 1962).

Der VEB ROW wurde ab 1966 in das Kombinat VEB Carl Zeiss Jena eingegliedert.
Ein Großteil der kleinen, nicht verstaatlichten optischen Unternehmen in Rathenow wurden im März 1958 zur Produktionsgenossenschaft des Handwerks (PGH) J. H. A. Duncker zusammengeschossen. 1972 wurde aus der PGH der VEB Hermann Duncker, der 1978 ebenfalls dem Kombinat Carl Zeiss angegliedert wurde. Es folgte 1980 der Zusammenschluss der beiden Rathenower Großbetriebe zum VEB Rathenower Optische Werke ‚Hermann Duncker‘. Der VEB war bis 1989 alleiniger Hersteller von Brillen in der DDR. Der VEB ROW hatte Ende 1989 etwa 4420 Mitarbeiter. Letzter Betriebsdirektor des Werkes war von 1983 bis 1990 Albrecht Todte. In seiner Zeit wurden umfangreiche Modernisierungsinvestitionen getätigt. Trotz knapper Devisenmittel in der DDR wurden von 1988 bis 1990 in die Anschaffung von Maschinen und Anlagen aus den USA, Österreich, Italien und der BRD insgesamt etwa 35.000.000 DM investiert.

### Neugründung der Busch-AG in Westdeutschland

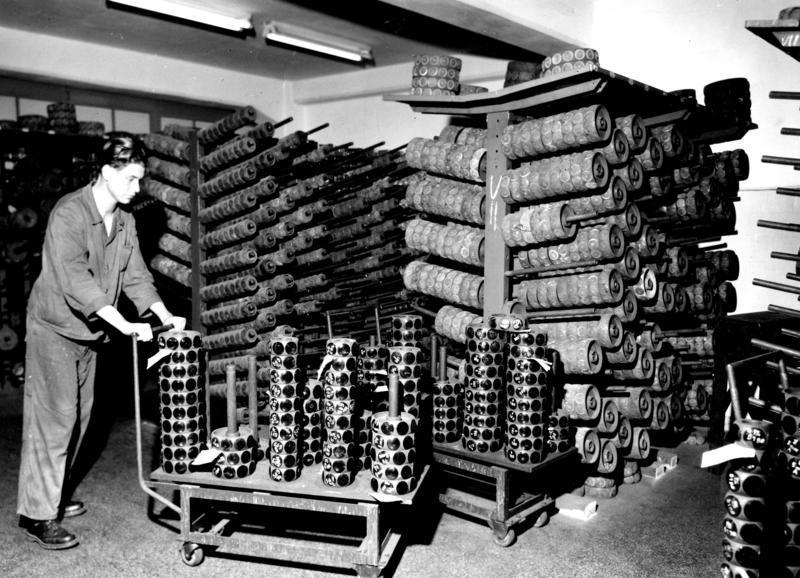
Brillenproduktion der Emil Busch GmbH in Göttingen, 1953

Die Emil Busch AG verlegte 1949 ihren Sitz nach Göttingen und baute dort eine Fertigung von Brillengläsern auf. Das Unternehmen firmierte ab 1953 als Emil Busch GmbH, Göttingen. Das Unternehmen hatte sich auf die Produktion optischer Messinstrumente spezialisiert. Mittlerweile ist der Betrieb in der Carl Zeiss AG aufgegangen.

### Der VEB ROW nach 1990
Ende 1989 wurden die ROW wieder aus dem Kombinat VEB Carl Zeiss Jena herausgelöst und im Juli 1990 in eine GmbH überführt. Die Treuhandanstalt spaltete von der GmbH 1991 den Bereich Mikroskoptechnik ab, der heute unter dem Namen ASKANIA Mikroskop Technik Rathenow GmbH firmiert.
Die ROW-Belegschaft wurde größtenteils entlassen und die alten Produktionshallen abgerissen. 1992 wurden die übrig gebliebenen Einzelunternehmen privatisiert und Grundstücke sowie die restlichen Gebäude der ROW verkauft. Ein Teil gehörte zum Augenoptik-Hersteller Essilor, dieser Bereich wurde im Jahr 2013 geschlossen. Das Unternehmen Fielmann kaufte 1996 das ehemalige Verwaltungsgebäude und ließ es sanieren. Seit Februar 1997 hat die Stadtverwaltung Rathenow das Haus gemietet.

Ehemaliges ROW-Gelände (2015)
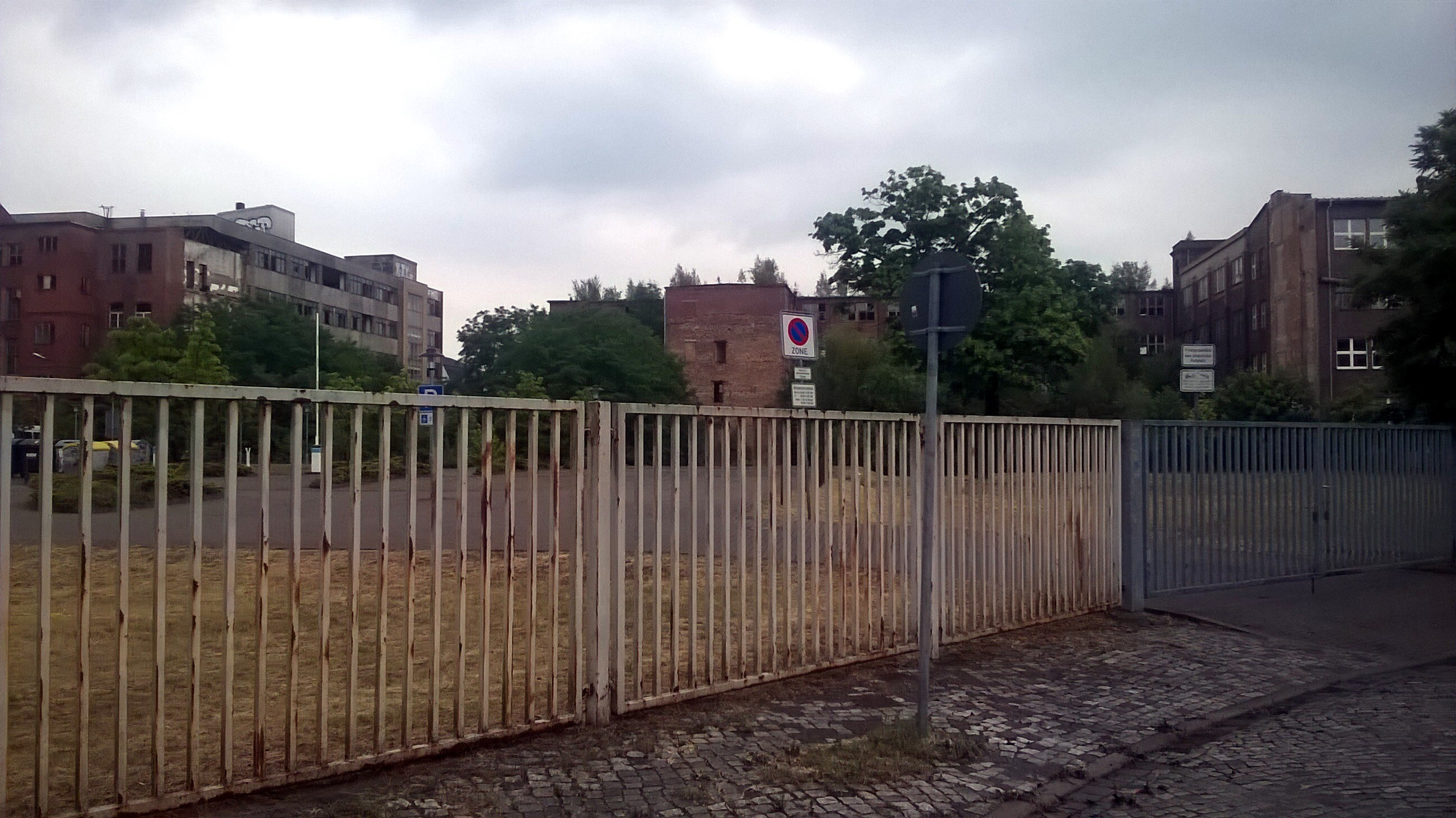
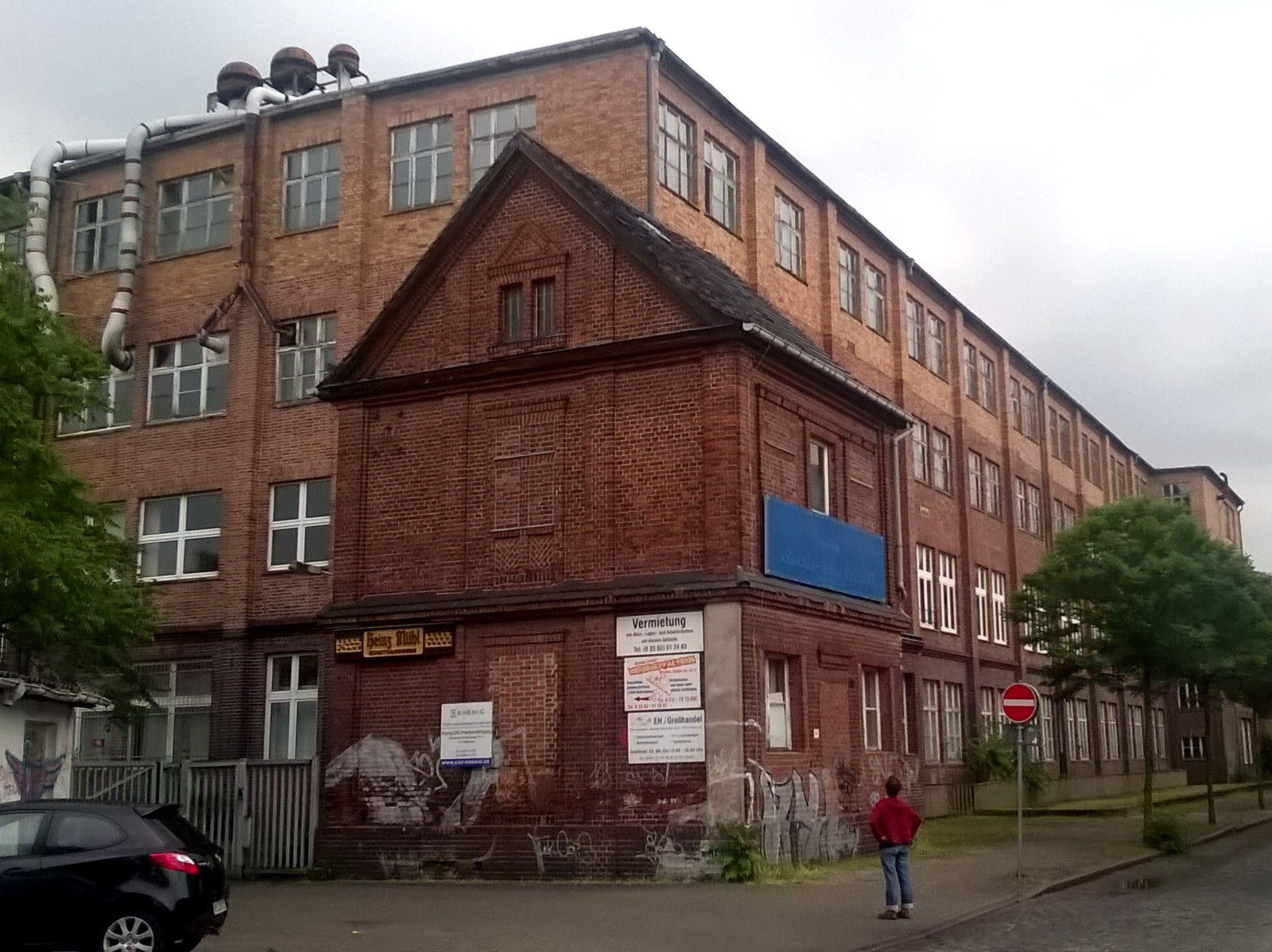
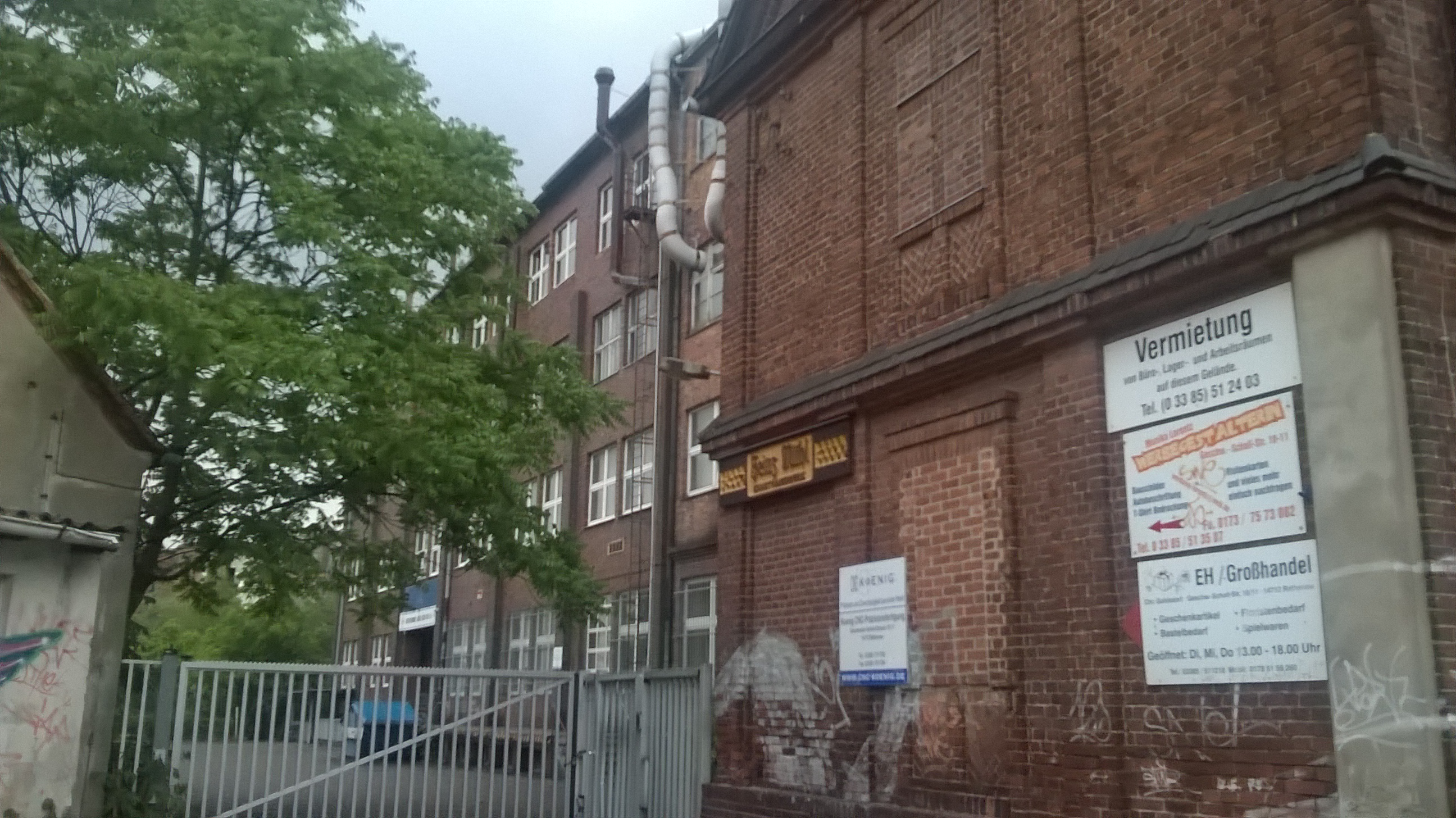
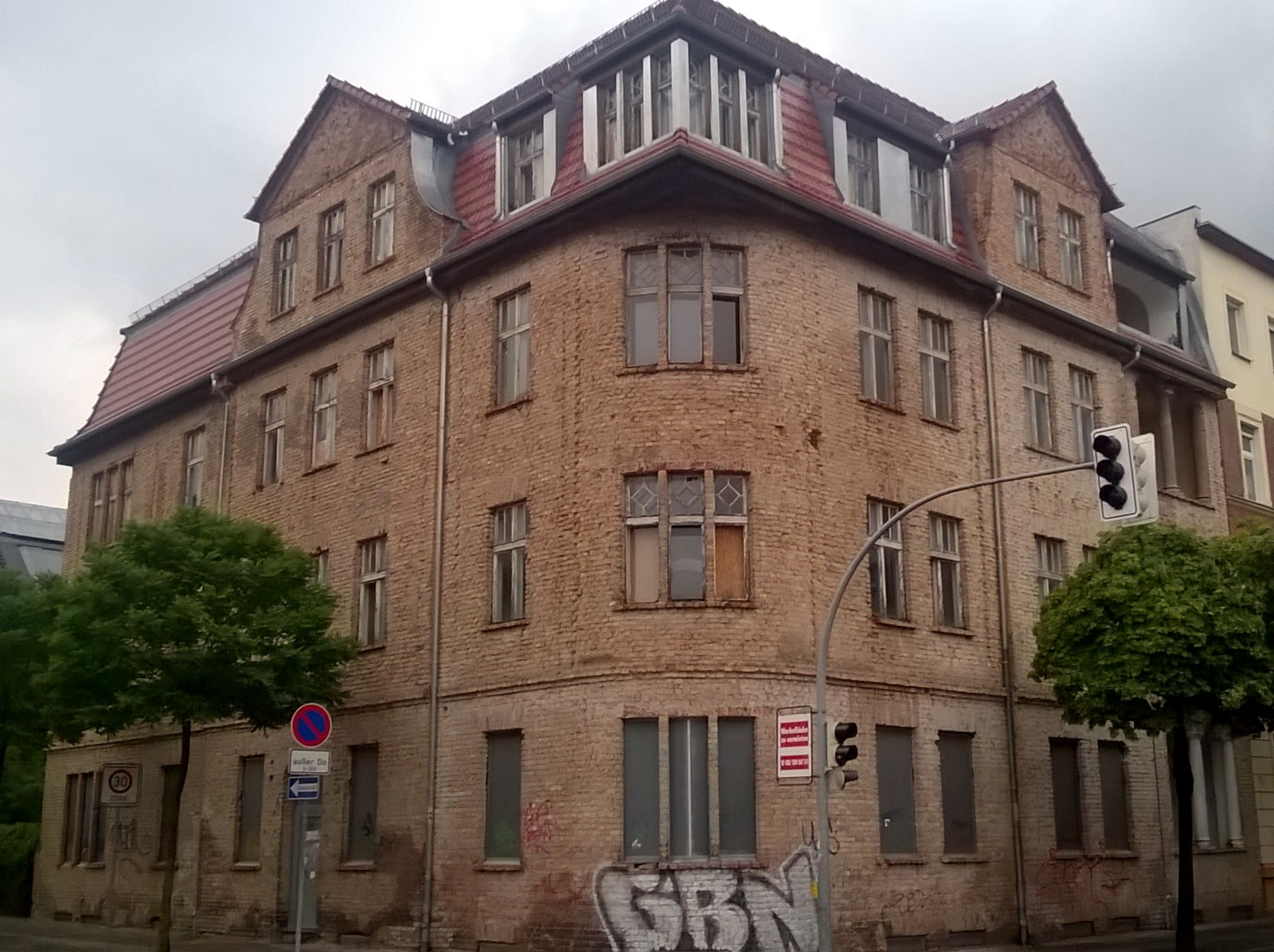

## Produkte

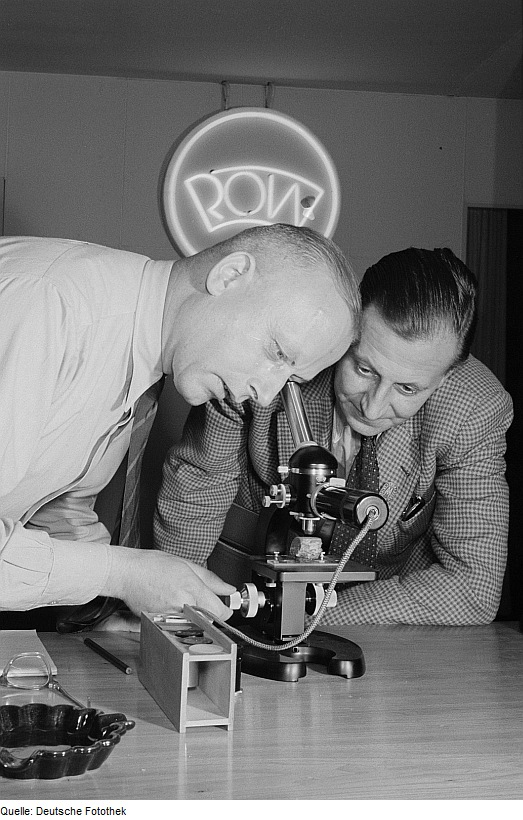
ROW-Stand zur Leipziger Herbstmesse 1954

### Mikroskope
Mikroskope gehörten zu den ersten Produkten von Duncker noch vor der offiziellen Unternehmensgründung. Ein bekanntes Kleinmikroskop (Modell KMC, Design: Erich John) wurde seit Mitte der 1960er-Jahre in rund 500.000 Exemplaren hergestellt.
Die Mikroskopfertigung erfolgt seit 1995 bei der Askania Mikroskop Technik Rathenow.

### (Astronomische) Fernrohre, Zielfernrohre
Bereits zur Weltausstellung in London 1851 bot die Optische Industrie-Anstalt Rathenow ein astronomisches Fernrohr mit einer Öffnung von 105 mm an. 1914 war die Produktpalette um mehrere kleine Fernrohre bis hinunter zu 68 mm ergänzt worden. Neben den Fernrohren wurden Montierungen, Okulare und Umkehrprismen angeboten. Ein 150-mm-Achromat mit 2000 mm Brennweite zum Teleskop-Selbstbau kostete damals 900 Mark. Nach dem Zweiten Weltkrieg wurde die Produktion astronomischer Fernrohre nicht wieder aufgenommen.
Während des Ersten Weltkrieges wurden neben Feldstechern auch Zielfernrohre hergestellt (u. a. das Modell Visar). Ein Feldstecher war das Galileo 3 1/2x40.

### Brillen
Zur industriellen Fertigung von Brillengläsern kam bald die Produktion von Brillenfassungen mit den eingravierten Buchstaben OIAR (Optische Industrie-Anstalt Rathenow). Als Materialien wurden Stahldraht, Horn, Schildpatt, Leder und Neusilber verwendet. Aus UV-absorbierenden Gläsern von Carl Zeiss stellte die Emil Busch AG Sonnenbrillen unter der Bezeichnung Ultrasin-Gläser her.
Der spätere VEB ROW fertigte Sportbrillen wie das Modell START.
Als Besonderheit wurde in den 1930er- und 1940er-Jahren eine Fernglasbrille hergestellt (ROW Galistar), später als Multifunktions-Fernglas-Bausatz Unistar auf dem Markt (1964, Design: Erich John).

### Kameras und Kameraobjektive

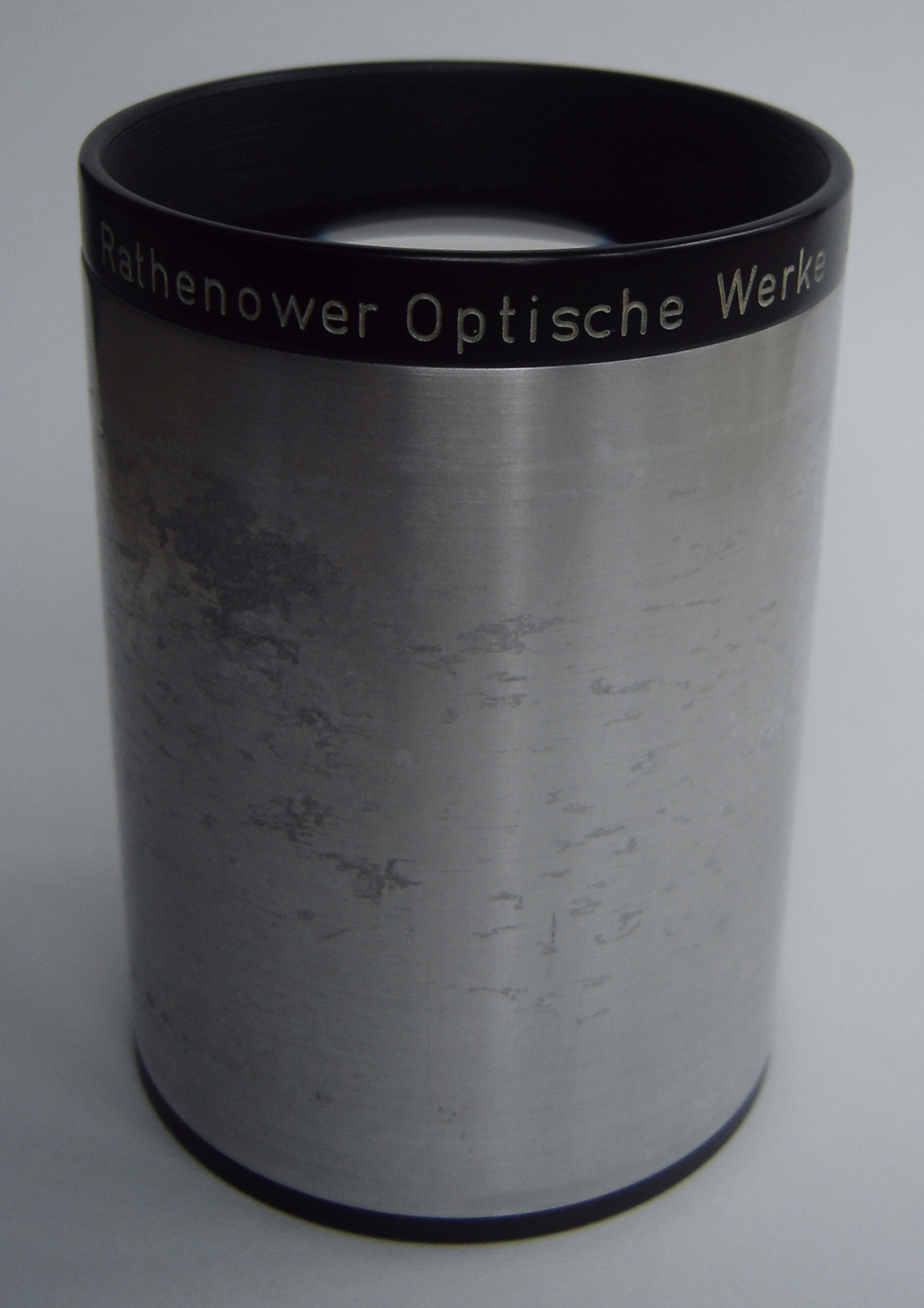
Projektionsobjektiv Diarectim 1:4/250 (Dm. 62,5 mm)

Das Pantoscop als erstes Weitwinkelobjektiv wurde ab 1867 als Aufnahmeobjektiv einer Messbildkamera von Albrecht Meydenbauer (Berlin) eingesetzt. Die Fotos der gemeinsam mit Meydenbauer gebauten Spezialkamera konnten erstmals als genaue Vorlage für maßstabgerechte Zeichnungen von Gebäuden verwendet werden. Es wurden aber auch Standardobjektive hergestellt, etwa Portraitobjektive nach Petzval. Objektive für Großformatkameras waren weiterhin ein Glyptar-Anastigmat (z. B. 1:3,5/75 mm) oder ein R.O.I.A (vormals Emil Busch)-Rapid Aplanat No.2 1:8/200 mm.
Ab 1920 wurden Nicola-Perscheid-Objektive in verschiedenen Brennweiten angeboten. Der Tiaranar–Anastigmat (1:4,5/135 mm) war ein Objektiv mit Compur-Verschluss.
Für verschiedene zweilinsige Mittelformat-Spiegelreflexkameras wie die Welta Reflekta, die Welta Reflekta II oder die Welta Peerflekta II wurden Objektive angeboten. Hinzu gehört insbesondere das Pololyt 1:3,5/75 aber auch die ähnlich spezifizierten Rectan-Objektive 1:3,5/75.
Weiterhin kam das Pololyt in den einäugigen Dresdner Spiegelreflexkameras Pilot 6 und Pilot Super als Schraubobjektiv zur Anwendung.
Ab der Jahrhundertwende kamen unter dem Namen R.O.I.A verschiedene Kameras auf dem Markt, etwa eine aus Edelholz gefertigte Kamera für Negativplatten mit 13 × 18 cm mit einem Busch-Anastigmat-Objektiv Serie II No.3 1:5,5/190 mm. Handkameras kamen um 1904 in das Produktionssortiment. Ein Beispiel ist die ROIA-Spiegelreflex-Kamera mit Zentralverschluss. Die Kamera nahm Filmplatten der Größen 9 × 12 cm und 10 × 15 cm auf und konnte 6 × 13 cm-Stereoskopie-Aufnahmen manchen. Als Objektive waren Glaukar-Anastigmate 1:3.1, Omnar-Anastigmate 1:4.5 und ein Bis-Telar 1:7 erhältlich. Als klassische Balgen-Klappkamera kam um 1910 die Preis-Kamera auf den Markt, ein Modell für den kleinen Geldbeutel. Der Sucher (Sellar) war als kleiner Hohlspiegel ausgeführt.

### Projektionstechnik
Die Emil Busch AG hatte bereits in der Frühzeit der Kinotechnik Projektionsobjektive und Kondensoren hergestellt. Die eigenen optischen Erzeugnisse wurden als die ‚Seele‘ der Projektoren beworben. Die Herstellung von Projektionsoptiken wurde nach 1945 von der ROW weiter geführt. Bekannt sind die ROW-Diarectim- und Epirectim-Objektive beispielsweise für Episkope des Leipziger Unternehmens Heinrich Malinski. Ein Projektionsobjektiv mit 52 mm Außendurchmesser ist das Neokino (f=120 mm).
Für die Projektion von Breitwand-Filmen wurden unter dem Markennamen Rectimascop Anamorphoten hergestellt. Beispiele sind das Rectimascop 48/2×, das Rectimascop 80/2× oder das Rectimascop IV 64/2×. Eine Reihe von Projektionsobjektiven für ‚normale‘ Kinofilme war das Visionar (z. B. 1:1,6/92, 1:1,6/109 oder 1:1,9/130 und 1:1,9/141). Rectimascop und Visionar waren zumindest zeitweilig mit den Label für 1. Qualität von DDR-Waren ausgezeichnet.

### Kompasse

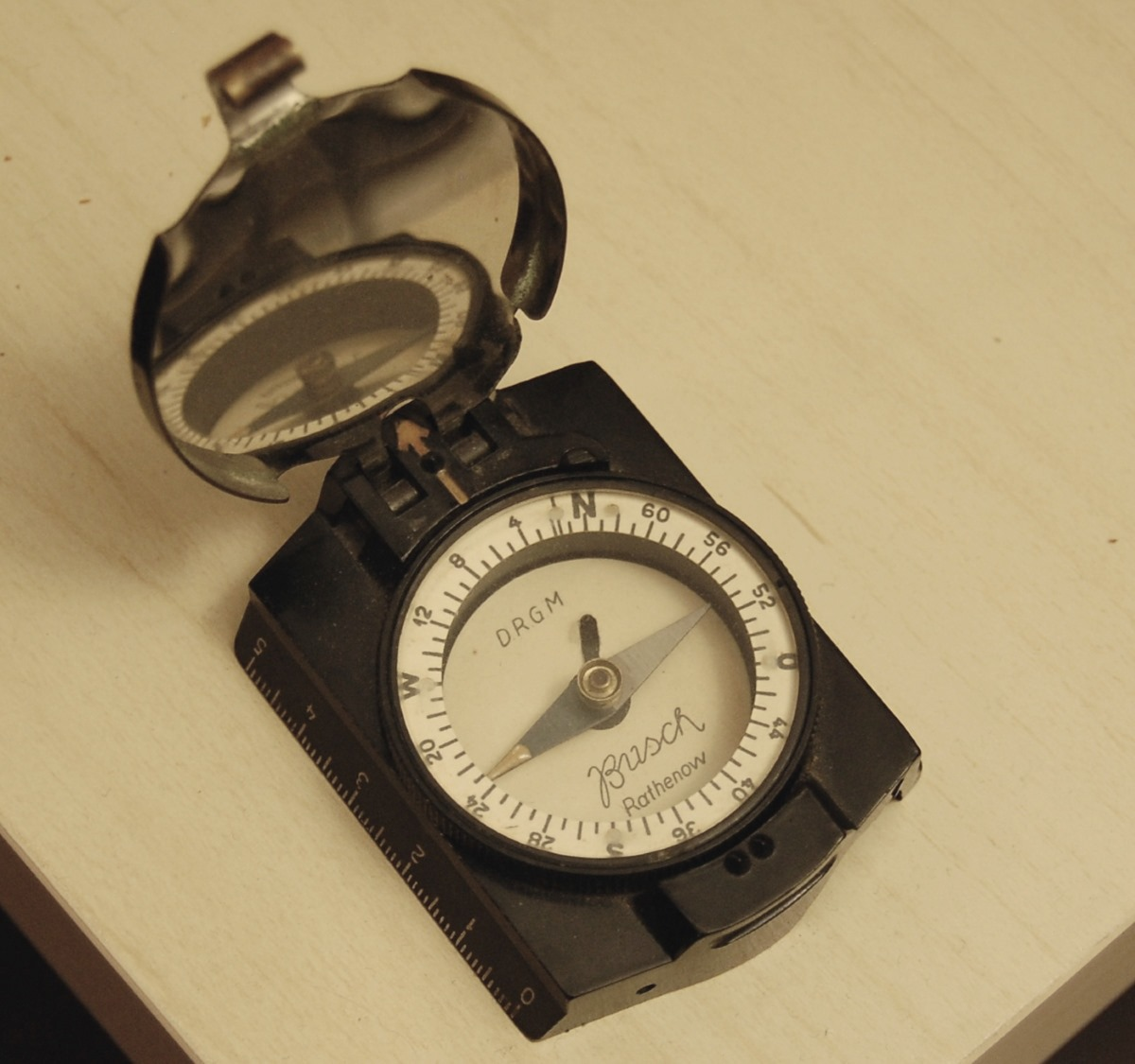
Feldkompass der Emil Busch AG

Während des Zweiten Weltkrieges stellte die Emil Busch AG Feldkompasse für die Wehrmacht her. Die Kompasse bestanden aus robustem Bakelit und unterlagen dem Deutsche Reichs-Gebrauchsmuster (D.R.G.M.).